# Premio Campigna
Il Premio Campigna è un premio di arte moderna nato nel 1955 che si tiene a Santa Sofia (FC) nella stagione autunnale a partire da settembre.

## Descrizione
Inizialmente la manifestazione si teneva tra gli alberi della foresta di Campigna, oggi parte del Parco Nazionale delle Foreste Casentinesi, Monte Falterona e Campigna ed era dedicata solamente ad artisti locali, poi negli anni immediatamente seguenti molti artisti venivano invitati a creare le loro opere estemporaneamente.
Dal 1966 il Premio prese sempre più importanza, grazie anche ad artisti riconosciuti come Luigi Carluccio, Giuseppe Raimondi e Francesco Arcangeli. Parteciparono poi anche artisti come Mattia Moreni, Ennio Morlotti, Concetto Pozzati, Marco Valsecchi, Umberto Mariani, Mario De Micheli, Andrea Emiliani, Giovanni Korompay Lucio Saffaro, Giulio Ruffini (che lo vinse nel 1967) e tantissimi altri.
Negli anni ottanta il Premio Campigna venne organizzato secondo un programma triennale legato a generi più tradizionali, riletti però in chiave contemporanea, come l'autoritratto, il paesaggio e la natura morta (espongono Enzo Brunori, Giosetta Fioroni, Giulio Turcato, Vittorio D'Augusta, Piero Manai e tanti altri).
Nel 1985 partì un progetto triennale a soggetto, dal titolo Tempo e identità. Negli stessi anni Mattia Moreni, stabilitosi a Santa Sofia, fece dono al Premio di molte sue opere, conservate nella Galleria d'arte moderna "Vero Stoppioni" (inaugurata nel 1990).
Nel 2002 il premio e la direzione artistica furono affidati alla cura di Adriano Baccilieri, il quale sviluppò un nuovo programma di tre anni, aprendo la mostra anche a giovani artisti, oltre che a figure rappresentative del '900.
Attualmente il premio ha luogo, oltre che nella Galleria, anche nella piazza del paese, nell'alveo del fiume Bidente e nel Parco della Resistenza (ex parco Giorgi).
Nell'alveo del fiume Bidente è stato istituito dal 1992 un vero e proprio Parco di sculture all'aperto (dal centro di Santa Sofia fino a Capaccio, raggiungibile con una passeggiata del nuovo parco fluviale). Qui si trovano l'opera Ulisse dei coniugi Anne e Patrick Poirier, Sotto l'albero di Ginkgo del giapponese Hidetoshi Nagasawa e opere di altri artisti, tra cui Nicola Carrino, Cuoghi Corsello, Luigi Mainolfi, Giuseppe Maraniello, Eliseo Mattiacci, Chiara Pergola, Francesco Somaini, Mauro Staccioli.